# 孙开楚
孙开楚（1910年—1942年），湖南省郴县人，八路军军事将领。
1928年，孙开楚加入中国工农红军，担任独立第七师一团党代表，率部参加湘南起义，被编入农七师。1928年，随部进入井冈山，改编为红四军11师33团，他任团秘书，不久调任二营党代表。1929年，随主力进入赣南，并进行长汀改编，孙亦参加古田会议，随后调任红四军军部任机要保密员，后随部长征。抗日战争期间，担任八路军总部第三科科长，后调任八路军总政治部组织部长。1940年，调任总部军工部政治委员，后在与日军交战中身亡。